# Football Manager 2012
Football Manager 2012 (communément appelé FM 2012) est un jeu vidéo de gestion sportive de football édité par Sega et développé par Sports Interactive, sorti le 21 octobre 2011 sur Windows et Mac OS X. Il fait partie de la série Football Manager.

## Système de jeu
Football Manager 2012 contient quelques changements au niveau de l'interface par rapport à Football Manager 2011. En effet celle-ci se veut plus ergonomique et la disposition des informations dépend désormais de la résolution d'écran : plus celle-ci est élevée, plus le nombre d'informations est important.
FM 2012 apporte également de nombreuses améliorations au jeu :
- Les joueurs ne sont plus obligés de choisir le nombre de nations jouables au début de la partie. Désormais, ils peuvent ajouter ou enlever des nations jouables à tout moment de la partie.
- Le menu tactique intègre désormais le "rapport d'équipe", où sont affichés les trois meilleurs footballeurs pour chaque poste (défenseur central, attaquant, etc.). Il existe aussi un outil permettant de comparer les caractéristiques principales des clubs du championnat (âge moyen, qualités offensives et défensives de chaque équipe...)
- Le centre des transferts a été entièrement revu, et le joueur peut désormais ajouter des primes de loyauté comme clause dans les contrats, et enfin l'entraineur peut geler des négociations en cours.
- Plusieurs tutoriels pour apprendre aux joueurs à jouer à football manager.
- On note également l'apparition de nouvelles animations pour les matchs 3D, un nouveau système pour les spectateurs, des effets météorologiques améliorés, de nouveaux stades ainsi que deux nouvelles caméras, "derrière le but" et "caméra du producteur".
- L'entraineur peut désormais parler à ses joueurs via différents tons de voix (assuré, fervent, agressif...), ce qui a une certaine influence sur la réaction des joueurs.

## Démo
Une démo du jeu est sortie le 6 octobre 2011 sur Steam. Le joueur peut jouer avec son équipe pendant une demi-saison, puis la poursuivre avec l'achat du jeu définitif. Seules les ligues de la France, l'Angleterre, l'Espagne, l'Italie, la Belgique, les Pays-Bas, l'Écosse, la Norvège, la Suède, le Danemark et l'Australie sont jouables dans la démo.

## Championnats jouables
Au début de la partie, 117 championnats sont disponibles répartis sur 51 pays. Ce nombre peut être augmenté avec l'éditeur de Football Manager, disponible sur Steam. Football Manager 2012 possède un certain nombre de licences pour représenter les logos des clubs, les vrais noms de compétitions et leur calendrier officiel.
Les noms de championnats en gras sont sous licence dans le jeu.

### Europe(UEFA)
| Allemagne - 1re division allemande (Bundesliga) - 2e division allemande (2. Bundesliga) - 3e division allemande (3. Liga) | Angleterre - Première division anglaise (Premier League) - npower Championship - npower League One - npower League Two - Blue Square Bet Premier - Blue Square Bet Nord/Sud |

| Autriche - Première Ligue autrichienne (Bundesliga) - 1re division autrichienne (Erste Liga) | Belgique - 1re Division belge (Jupiler Pro League) - 2e Division belge (Proximus League) - 3e Division belge (A et B) (Division 3) |

| Biélorussie - Championnat Supérieur de Biélorussie (Vysshaya Liga) - 1re Division de Biélorussie (Persjaja Liga) | Bulgarie - Championnat Bulgare A (A PFG) - Championnat Bulgare B (Est/Ouest) (B PFG) |

| Croatie - 1re Division croate (Prva HNL) - 2e Division croate | Danemark - Superliga - 1re Division Danoise (1re division) - 2e Division Danoise (Est/Ouest) (2e division) |

| Écosse - Clydesdale Bank Premier League - 1re Division écossaise (Scottish Championship) - 2e Division écossaise (Scottish League One) - 3e Division écossaise (Scottish League Two) | Espagne - Liga BBVA - Liga adelante - 2e Division B espagnole (Segunda Division B) |

| Finlande - Première Ligue finlandaise (Veikkausliiga) - 1re Division finlandaise (Ykkönen) | France - Ligue 1 - Ligue 2 - Championnat National - Championnat de France Amateurs |

| Grèce - 1re Division grecque (Superleague Elláda) - 2e Division grecque (Football League) | Hongrie - Division I hongroise (OTP Bank Liga) - Division II hongroise (Est/Ouest) (Ness Hungary NB II) |

| Irlande - Première Ligue irlandaise (FAI League) - 1re Division irlandaise (First Division) | Irlande du Nord - Première Ligue d'Irlande du Nord (NIFL Premiership) - 1re division d'Irlande du Nord - 2e division d'Irlande du Nord |

| Islande - Première Ligue islandaise (Pepsi-deild) - 1re Division islandaise (1. Deild) | Israël - Première Ligue d'Israël (Ligat HaAl) - Championnat National d'Israël (Liga Leumit) |

| Italie - Serie A - Serie B - Lega Pro C1 (2 groupes) - Lega Pro C2 (2 groupes) | Norvège - Première Ligue norvégienne (Tippeligaen) - 1re Division norvégienne (Adeccoligaen) - 2e Division norvégienne (Oddsenligaen) |

| Pays de Galles - Corbett Sports Welsh Premier League | Pays-Bas - Eredivisie - Jupiler League |

| Pologne - 1re Division polonaise (T-Mobile Ekstraklasa) - D1 polonaise (I liga) | Portugal - Première Ligue portugaise (Liga NOS) - Deuxième Ligue portugaise (Segunda Liga) - Deuxième division portugaise (II Divisão) |

| République tchèque - 1re Division tchèque (Synot liga) - 2e Division tchèque (Druhá Liga) | Roumanie - D1 roumaine (Liga I) - D2 roumaine (Liga II) |

| Russie - Première Ligue russe - 1re Division russe (Championnat de football de la Ligue nationale) | Serbie - Super League de Serbie (Jelen SuperLiga) - D1 serbe (Prva Liga Telekom Srbija) |

| Slovaquie - 1re Division slovaque (Corgoň Liga) - 2e Division slovaque | Slovénie - 1re Division slovène (1.SNL) - 2e Division slovène |

| Suède - Première Ligue suédoise (Allsvenskan) - Première Division Elite suédoise (Superettan) - 1re Division suédoise Nord/Sud (Division 1) - 2e Division suédoise (6 groupes Division 2) | Suisse - Super League suisse - Challenge League suisse |

| Turquie - Superligue de Turquie (Spor Toto Süperlig) - D1 turque (Ptt 1.Lig) - D2 turque (Spor Toto 2. Lig) | Ukraine - Championnat supérieur d'Ukraine (Premier-liha) - Première Ligue d'Ukraine (Persha Liha) |

### Afrique(CAF)
Afrique du Sud
- Première League d'Afrique du Sud (Premier Soccer League)
- 1re division d'Afrique du Sud (National First Division)

### Amérique du Sud(CONMEBOL)
| Argentine - 1re Division argentine (Primera división) - 2e Division argentine (Nacional-B) | Brésil - 1re Division Nationale brésilienne (Serie A) - 2e Division Nationale brésilienne (Serie B) - 3e Division Nationale brésilienne (Serie C) - Toutes les compétitions des états |

| Chili - 1re Division chilienne (Primera División) - 1re Division B chilienne (Primera B) | Colombie - 1re Division de Colombie (Primera A) - 2e Division de Colombie (Primera B) |

| Pérou - 1re Division péruvienne (Torneo Descentralizado de Fútbol Profesional Peruano) | Uruguay - 1re Division uruguayenne (Primera Division) - 2e Division uruguayenne (Primera-B Division) |

### Amérique du Nord(CONCACAF)
| États-Unis - Major Soccer League | Mexique - 1re Division mexicaine (Primera División) - 1re Division A mexicaine (Liga de Ascenso) |

### Asie(AFC)
| Australie - Hyundai A-League | Chine - Super League chinoise - 1re Division chinoise (League One) |

| Corée du Sud - K-League - Deuxième division de Corée | Hong Kong - 1re division de Hong-Kong |

| Inde - Championnat National d'Inde (I-League) | Indonésie - Super Ligue d'Indonésie (Indonesia Premier League) - Première Ligue d'Indonésie - 1re Division d'Indonésie |

| Malaisie - Super Ligue de Malaisie (TM Super League Malaysia) - Première Ligue de Malaisie | Singapour - Championnat de Singapour (Singapore League) |

### Compétitions internationales
Monde
- Coupe du monde
- Coupe des Confédérations
- Jeux Olympiques (seulement le Football)
- Coupe du monde U20
- Tournoi Jeunes français

Europe
- Championnat d'Europe
- Euro U21
- Euro U19
- Tournoi des quatre nations
- Coupe des Champions (Ligue des Champions)
- Coupe EURO (Ligue Europa)
- Super Coupe d'Europe

Afrique
- Coupe d'Afrique
- Coupe d'Afrique U20
- Ligue des Champions d'Afrique
- Coupe de la confédération d'Afrique
- Super-coupe d'Afrique

Amérique du Nord
- Gold Cup
- Championnat des Caraïbes
- Coupe des Nations UNCAF
- Champions League d'Amérique du Nord
- Coupe des Champions du Canada

Amérique du Sud
- Copa America
- Amsud U20 (Coupe d'Amérique du Sud U20)
- Copa Libertadores d'Amérique du Sud
- Copa Sudamericana
- Coupe Recopa d'Amérique du Sud

Asie
- Coupe d'Asie
- Challenge Cup
- Coupe de l'ASE
- Championnat Asie-Ouest
- Coupe Est-Asiatique
- Championnat d'Asie espoirs
- Jeux asiatiques
- Ligue des Champions d'Asie
- Coupe de la Confédération Asiatique
- Coupe Asiatique du Président

Océanie
- Coupe d'Océanie
- Jeux du Pacifique
- Champions League d'Océanie